# Mariannina Coffa
(Mariannina Coffa, da Psiche)
Mariannina Coffa Caruso (Noto, 30 settembre 1841 – Noto, 6 gennaio 1878) è stata una poetessa italiana.

## Biografia
Mariannina Coffa nacque a Noto la mattina del 30 settembre 1841 dall'avvocato Salvatore Coffa, un liberale impegnato nelle vicende politiche del Regno di Sicilia, e da Celestina Caruso, e fu battezzata in Cattedrale il 3 ottobre.
Dopo aver ricevuto una prima istruzione a Noto, nel 1851 passò al collegio "Peratoner" di Siracusa, dove già compose le prime poesie d'occasione. Considerata un precoce talento poetico, fu affidata al canonico Corrado Sbano (1827-1905), che nel limitato ambiente culturale della cittadina passava per essere un'autorità nel campo delle lettere e un facile verseggiatore, affinché la indirizzasse nelle letture, le suggerisse i temi delle composizioni e le correggesse la tecnica di versificazione.
Naturalmente, don Sbano le consigliava letture cattoliche e sorvegliava che i temi delle sue poesie rifuggissero da quelli tipici degli «autori esagerati e intemperanti», così da essere poi accusato di aver corrotto e soffocato le naturali tendenze della giovanissima artista, portata a un'effusione sentimentale di matrice schiettamente tardo-romantica, e di averla nutrita di una disordinata miscela di autori classici disparati, senza che questa si fondesse in unità nello spirito della giovane.

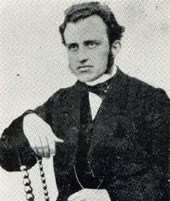
Ascenso Mauceri

I successi poetici della bambina si espressero nelle improvvisazioni tanto apprezzate nella arcadica «Accademia dei Trasformati» di Noto, cui fece parte dal 1857 con il nome di Ispirata - e fece parte dal 1858 anche dell'«Accademia Dafnica» e di quella degli «Zelanti» di Catania - pubblicando nel 1855 la raccolta Poesie in differenti metri, e successivamente i Nuovi canti nel 1859. Nel 1863 con lo stesso titolo  Nuovi Canti  apparvero in altra edizione a Torino presso la Stamperia dell'Unione Tipografica Editrice.
A completare la sua educazione artistica la famiglia le fece impartire dal 1855 lezioni di pianoforte dal giovane Ascenso Mauceri (1830-1893), del quale finì per innamorarsi fino a progettare il matrimonio, con l'iniziale assenso della famiglia che tuttavia cambiò idea, obbligandola a sposare, l'8 aprile 1860, il ricco proprietario terriero ragusano Giorgio Morana.
Trasferitasi con il marito a Ragusa nella casa del suocero, iniziò una vita fatta di gravidanze annuali - ma due dei quattro figli morirono ancora infanti - e di difficoltà di scrivere a causa dell'ostilità dei parenti a un'attività che essi ritenevano riprovevole, addirittura strumento di perdizione. Scarsa consolazione le venne dalla corrispondenza con l'ex-fidanzato, che le rimproverava di aver subito il matrimonio, al quale descriveva la miseria della sua esistenza: «Se sapeste quanto soffro allorché mi è necessario prendere la penna! Gli occhi severi e maligni di mio suocero mi seguono come per fulminarmi [...] Egli, il mio onorando suocero, non fece apprendere alle sue figlie il leggere e lo scrivere, appunto perché non fossero disoneste o cattive donne di casa».
Intrattenne rapporti epistolari anche con Giuseppe Aurelio Costanzo, Giuseppe Macherione, Mario Rapisardi e Lionardo Vigo Calanna e, per i fibromi all'utero di cui soffriva, conobbe il medico omeopata catanese Giuseppe Migneco, cultore del magnetismo animale e massone come il suo allievo di Noto Lucio Bonfanti, che la introdusse nella Loggia Elorina: si trovano, nelle poesie di questo periodo, riferimenti ai suoi nuovi credi misteriosofici.

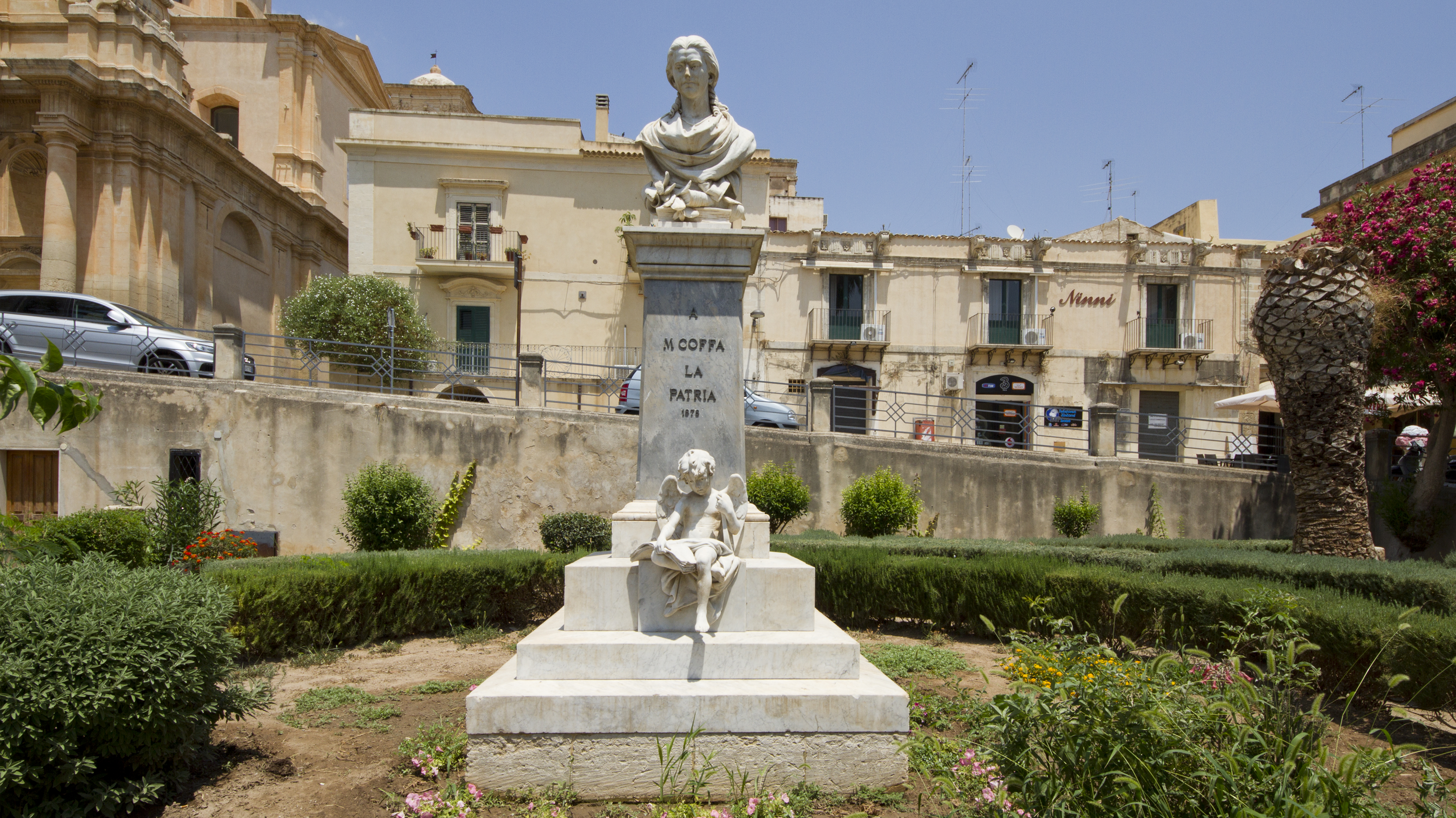
Monumento a Mariannina Coffa

Lasciata la casa del marito, si trasferì a Noto per seguire le cure del medico Bonfanti: fu questi a ospitarla dopo che i genitori la cacciarono dalla loro casa, scandalizzati dal suo comportamento. Nelle sue ultime lettere la Coffa espresse tutta la sua violenta esasperazione nei confronti di quanti, genitori, marito e parenti, imponendole la loro volontà e impedendole la libera manifestazione della sua personalità, le avevano rovinato la vita.
Dopo la morte, la città di Noto fece erigere un monumento in sua memoria, in Piazza XVI maggio, ad opera dello scultore Francesco Saverio Sortino.

## Opere
- Poesie in differenti metri, di Mariannina Coffa Caruso da Noto, Siracusa, Stamperia Pulejo 1855
- Nuovi canti, di Mariannina Coffa Caruso da Noto, Noto, Stamperia Spagnoli 1859
- Nuovi canti,  di Mariannina Coffa in Morana da Noto, Torino, Stamperia dell'Unione Tipografica Editrice 1863
- Versi inediti, di Mariannina Coffa Caruso in Morana da Noto, pubblicati per cura dell'affezionato ammiratore F. Santocanale, Palermo, Stabilimento Tipografico Lao 1876
- Ultimi versi, di Mariannina Coffa Caruso in Morana, Palermo, Tipografia Virzì 1878
- Un sogno, versi inediti di Mariannina Coffa Caruso, per cura di Giuseppe Conforti, Noto, Zammit 1878
- Lettere ad Ascenso, a cura di G. Raya, Roma, Ciranna, 1957
- Scritti inediti e rari di Mariannina Coffa, a cura di Miriam Di Stefano, Noto, Arti grafiche San Corrado 1996
- Poesie Scelte, a cura di Biagio Iacono, Sicula Editrice-Netum, Noto, 1987.
- L'epistolario amoroso Coffa–Mauceri, in: Marinella Fiume, Sibilla arcana. Mariannina Coffa (1841–1878), Caltanissetta, Lussografica, 2000.